# 城巴63線
城巴63線是一條來往港島東區北角碼頭和南區赤柱市集的巴士路線，途經銅鑼灣、大坑道、黃泥涌峽、淺水灣及馬坑邨。

## 歷史

### 年表
- 1980年8月18日，63線投入服務，來往北角碼頭及赤柱村，取代62號線（北角碼頭↔舂磡角）於平日的服務。
- 1990年，延長至赤柱監獄。
- 1995年9月1日，來回程繞經舂磡角及馬坑。
- 1998年9月1日，中巴專營權結束後改由新巴接辦。
- 2000年2月28日，改經馬坑（赤柱廣場）巴士總站，不再經赤柱峽道。
- 2008年6月8日，全程車費從$8.4增至$8.9。
- 2009-2010年的路線發展計劃，建議本線與19號線合併，並提供雙向分段收費，但受到沿線居民及區議員反對而被擱置。
- 2010年6月26日，來回程不再繞經舂磡角海灘迴旋處。
- 2018年6月25日：增設實時抵站時間查詢服務。[1]
- 2019年1月20日，全程車費從$8.9加至$9.4。
- 2021年4月4日，全程車費從$9.4增至$10.2。
- 2022年1月2日，全程車費從$10.2增至$10.6。
- 2023年6月18日，全程車費從$10.6增至$11.2。
- 2023年7月1日：因應城巴新巴專營權合併，本線改由城巴經營。

## 服務時間（詳細班次）
| 北角碼頭開 | 北角碼頭開 | 北角碼頭開 | 北角碼頭開 | 北角碼頭開 | 赤柱市集開 | 赤柱市集開 | 赤柱市集開 | 赤柱市集開 | 赤柱市集開 |          |
| 日期       | 開出時間   | 開出時間   | 開出時間   | 開出時間   | 日期       | 開出時間   | 開出時間   | 開出時間   | 開出時間   | 開出時間 |
| ---------- | ---------- | ---------- | ---------- | ---------- | ---------- | ---------- | ---------- | ---------- | ---------- | -------- |
| 星期一至六 | 06:00      | 06:30      | 07:00      | 07:30      | 星期一至六 | 06:30      | 06:50      | 07:20      | 07:50      |          |
| 星期一至六 | 08:00      | 08:30      | 09:00      | 09:30      | 星期一至六 | 08:20      | 08:50      | 09:20      | 09:50      |          |
| 星期一至六 | 10:00      | 10:30      | 11:00      | 11:30      | 星期一至六 | 10:20      | 10:50      | 11:20      | 11:50      |          |
| 星期一至六 | 12:00      | 12:30      | 13:00      | 13:30      | 星期一至六 | 12:20      | 12:50      | 13:20      | 13:50      |          |
| 星期一至六 | 14:00      | 14:30      | 15:00      | 15:30      | 星期一至六 | 14:20      | 14:50      | 15:20      | 15:50      |          |
| 星期一至六 | 16:00      | 16:30      | 17:00      | 17:30      | 星期一至六 | 16:20      | 16:50      | 17:20      | 17:50      |          |
| 星期一至六 | 18:00      | 18:30      | 19:00      | 19:30      | 星期一至六 | 18:20      | 18:50      | 19:30      |            |          |

星期日及公眾假期不設服務，乘客須改乘城巴65線。
1. 車輛到達赤柱監獄總站後都不會停留，會繼續駛至赤柱市集作適當的班次調節，乘客可留在車上並且無需再次繳付車費。

## 收費
全程：$11.2
- 淺水灣海灘往赤柱市集／怡園往北角碼頭：$6.3
- 舂磡角道往赤柱市集：$4.3
- 淺水灣海灘往北角碼頭：$7.6
- 邊寧頓街往北角碼頭：$5.2
- 銀幕街往北角碼頭：$4.8

| - 本線設有12歲以下小童及65歲或以上長者半價優惠。 - 65歲或以上香港居民使用「樂悠咭」，以及12歲以下合資格殘疾兒童使用「殘疾人士身份」個人八達通繳付車資，均可享有每程$2.0或半價（以較低者為準）的票價優惠；12至64歲合資格殘疾人士使用「殘疾人士身份」個人八達通（包括「樂悠咭」），以及60至64歲香港居民使用「樂悠咭」繳付車資，均可享有每程$2.0或全費（以較低者為準）的票價優惠。 - 65歲或以上長者如使用長者或一般個人八達通繳付車資，則只可享有半價優惠；12至64歲合資格殘疾人士如不使用「殘疾人士身份」個人八達通，以及60至64歲人士如不使用「樂悠咭」繳付車資，必須繳付全費。 - 乘客可以現金或八達通於上車時付款，不設找續。 - 每位成人乘客可免費攜帶最多兩名4歲以下而不佔座位的兒童乘客乘車，超額之4歲以下小童必須繳付小童車費乘車。 - 九龍巴士、城巴及龍運巴士全職員工及家屬（不包括外判職員）可免費乘搭本路線，惟必須拍職員或職員家屬八達通。 - 乘客亦可使用AlipayHK「易乘碼」、支付寶、WeChatHK／微信支付「搭車碼」、銀聯雲閃付「乘車碼」及BOC Pay「乘車碼」、具有感應式支付功能的VISA、Mastercard及銀聯卡，以及Apple Pay、Google Pay及Samsung Pay流動支付平台繳付車資。使用此支付方式的乘客可享有中途下車之分段收費，以及與其他城巴獨營路線或聯營線城巴班次之轉乘優惠，惟不適用於與非城巴路線之轉乘優惠。乘客亦不能享有「公共交通費用補貼計劃」及「長者及合資格殘疾人士公共交通票價優惠計劃」。 |

### 八達通轉乘優惠
乘客登上本線後指定時間內以同一張八達通卡轉乘以下路線，或從以下路線登車後指定時間內以同一張八達通卡轉乘本線，次程可獲$1折扣優惠：
- 63往赤柱 → 14往嘉亨灣
- 63往北角碼頭 → 2A往耀東邨，祇適用於邊寧頓街之前登上本線的乘客

## 行車路線
北角碼頭開經：琴行街、英皇道、高士威道、邊寧頓街、銅鑼灣道、大坑道、黃泥涌峽道、淺水灣道、舂磡角道、環角道、赤柱村道、東頭灣道及赤柱村道。
赤柱市集開經：赤柱灘道、赤柱村道、環角道、舂磡角道、淺水灣道、黃泥涌峽道、大坑道、摩頓臺、邊寧頓街、高士威道、英皇道、書局街、渣華道及電照街。

### 沿線車站

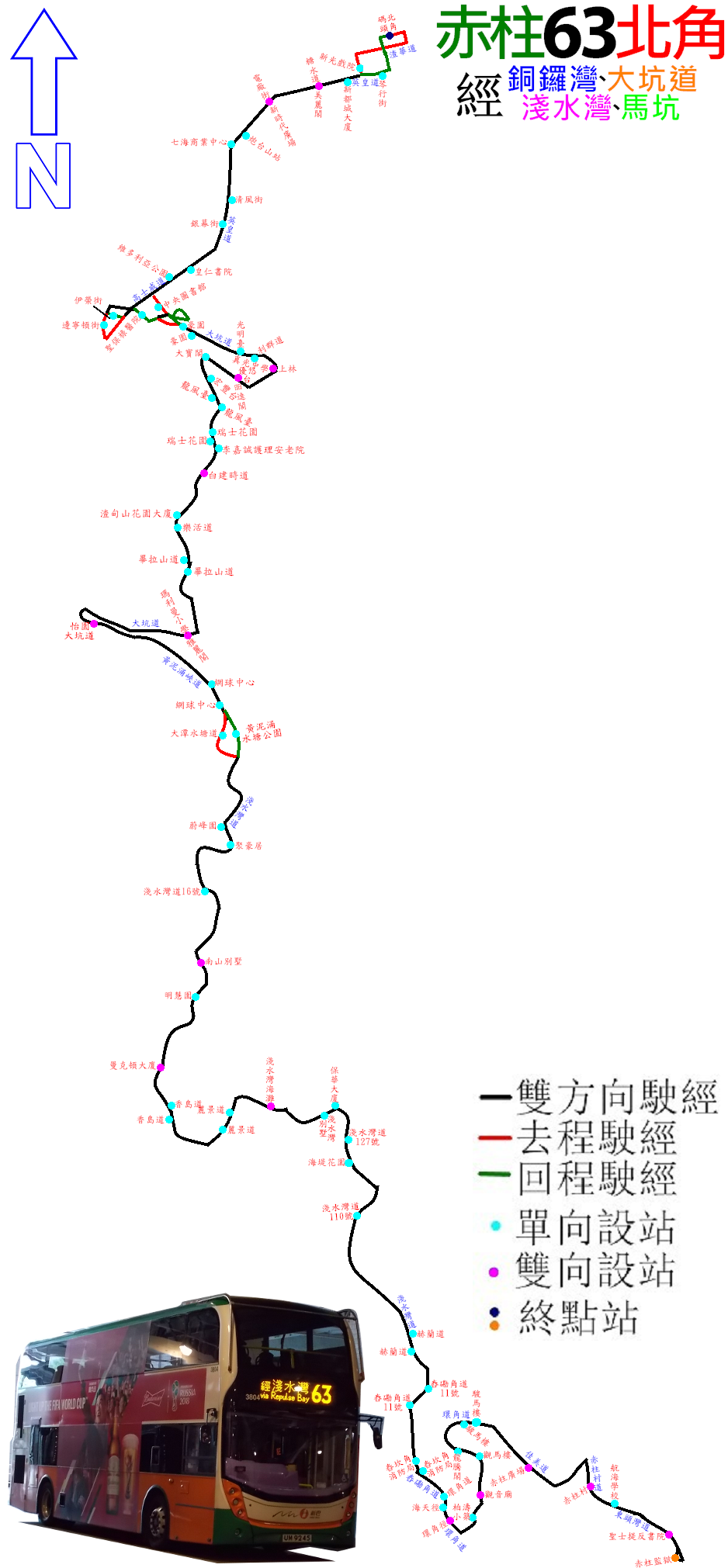
此線的走線圖

| 北角碼頭開 | 北角碼頭開           | 北角碼頭開             | 赤柱市集開 | 赤柱市集開     | 赤柱市集開             |
| 序號       | 車站名稱             | 位置                   | 序號       | 車站名稱       | 位置                   |
| ---------- | -------------------- | ---------------------- | ---------- | -------------- | ---------------------- |
| 1          | 北角碼頭             | 北角碼頭公共運輸交匯處 | 1          | 赤柱村         | 赤柱村巴士總站         |
| 2          | 琴行街               | 英皇道                 | 2          | 赤柱廣場       | 馬坑邨公共運輸交匯處   |
| 3          | 新都城大廈           | 英皇道                 | 3          | 馬坑邨駿馬樓   | 環角道                 |
| 4          | 美麗閣               | 英皇道                 | 4          | 馬坑邨觀馬樓   | 環角道                 |
| 5          | 新時代廣場           | 英皇道                 | 5          | 觀音廟         | 環角道                 |
| 6          | 炮台山站             | 英皇道                 | 6          | 柏濤小築       | 環角道                 |
| 7          | 清風街               | 英皇道                 | 7          | 環角徑         | 環角道                 |
| 8          | 皇仁書院             | 高士威道               | 8          | 海天徑         | 舂磡角道               |
| 9          | 伊榮街               | 伊榮街                 | 9          | 舂坎角消防局   | 舂磡角道               |
| 10         | 聖保祿醫院           | 銅鑼灣道               | 10         | 舂磡角道11號   | 舂磡角道               |
| 11         | 豪園                 | 大坑道                 | 11         | 赫蘭道         | 淺水灣道               |
| 12         | 光明臺               | 大坑道                 | 12         | 淺水灣道102號  | 淺水灣道               |
| 13         | 上林                 | 大坑道                 | 13         | 淺水灣道90號   | 淺水灣道               |
| 14         | 昍逵閣               | 大坑道                 | 14         | 淺水灣別墅     | 淺水灣道               |
| 15         | 宏豐台               | 大坑道                 | 15         | 淺水灣海灘     | 淺水灣道               |
| 16         | 龍風臺               | 大坑道                 | 16         | 麗景道         | 淺水灣道               |
| 17         | 瑞士花園             | 大坑道                 | 17         | 怡峰           | 淺水灣道               |
| 18         | 佛教李嘉誠護理安老院 | 大坑道                 | 18         | 曼克頓大廈     | 淺水灣道               |
| 19         | 白建時道             | 大坑道                 | 19         | 明慧苑         | 淺水灣道               |
| 20         | 樂活道               | 大坑道                 | 20         | 南山別墅       | 淺水灣道               |
| 21         | 畢拉山道             | 黃泥涌峽道             | 21         | 淺水灣道16號   | 淺水灣道               |
| 22         | 雅麗閣               | 黃泥涌峽道             | 22         | 蔚峰園         | 淺水灣道               |
| 23         | 大坑道               | 黃泥涌峽道             | 23         | 大潭水塘道     | 黃泥涌峽道             |
| 24         | 香港網球中心         | 淺水灣道               | 24         | 香港網球中心   | 黃泥涌峽道             |
| 25         | 黃泥涌水塘公園       | 淺水灣道               | 25         | 怡園           | 黃泥涌峽道             |
| 26         | 聚豪居               | 淺水灣道               | 26         | 瑪利曼小學     | 大坑道                 |
| 27         | 南山別墅             | 淺水灣道               | 27         | 畢拉山道       | 大坑道                 |
| 28         | 曼克頓大廈           | 淺水灣道               | 28         | 渣甸山花園大廈 | 大坑道                 |
| 29         | 怡峰                 | 淺水灣道               | 29         | 白建時道       | 大坑道                 |
| 30         | 麗景道               | 淺水灣道               | 30         | 瑞士花園       | 大坑道                 |
| 31         | 淺水灣海灘           | 淺水灣道               | 31         | 龍風臺         | 大坑道                 |
| 32         | 保華大廈             | 淺水灣道               | 32         | 大寶閣         | 大坑道                 |
| 33         | 淺水灣道127號        | 淺水灣道               | 33         | 優悠台         | 大坑道                 |
| 34         | 赫蘭道               | 淺水灣道               | 34         | 香港真光中學   | 大坑道                 |
| 35         | 舂磡角道11號         | 舂磡角道               | 35         | 利群道         | 大坑道                 |
| 36         | 舂坎角消防局         | 舂磡角道               | 36         | 豪園           | 大坑道                 |
| 37         | 環角道               | 舂磡角道               | 37         | 香港中央圖書館 | 摩頓臺                 |
| 38         | 環角徑               | 環角道                 | 38         | 邊寧頓街       | 邊寧頓街               |
| 39         | 觀音廟               | 環角道                 | 39         | 維多利亞公園   | 高士威道               |
| 40         | 龍欣苑龍騰閣         | 環角道                 | 40         | 銀幕街         | 英皇道                 |
| 41         | 馬坑邨駿馬樓         | 環角道                 | 41         | 七海商業中心   | 英皇道                 |
| 42         | 赤柱廣場             | 馬坑邨公共運輸交匯處   | 42         | 電廠街         | 英皇道                 |
| 43         | 赤柱村               | 赤柱村道               | 43         | 糖水道         | 英皇道                 |
| 44         | 香港航海學校         | 東頭灣道               | 44         | 馬寶道         | 書局街                 |
| 45         | 聖士提反書院         | 東頭灣道               | 45         | 北角碼頭       | 北角碼頭公共運輸交匯處 |
| 46         | 赤柱監獄             | 東頭灣道               |            |                |                        |
| 47         | 聖士提反書院         | 東頭灣道               |            |                |                        |
| 48         | 赤柱村               | 赤柱村巴士總站         |            |                |                        |

## 外部連結
- 新巴/城方官方路線資料 （页面存档备份，存于）

1. ↑  城巴有限公司、新世界第一巴士服務有限公司，〈新巴擴展實時抵站時間服務更多路線〉［新聞稿］，2018年6月25日。
2. ↑  音：圈攜